# چیکارا هانادا
چیکارا هانادا (انگلیسی: Chikara Hanada؛ زادهٔ ۲۴ نوامبر ۱۹۹۳) بازیکن فوتبال اهل ژاپن است.